# Porija Ilit
Porija Ilit nebo Porija Illit (hebrejsky פּוֹרִיָּה עִלִּית, doslova "Horní Porija", anglicky Poria Illit, v oficiálním seznamu sídel Poriyya Illit) je vesnice typu společná osada (jišuv kehilati) v Izraeli, v Severním distriktu, v Oblastní radě Emek ha-Jarden.

## Geografie
Leží v Dolní Galileji v nadmořské výšce 142 metrů na odlesněném hřbetu Ramat Porija, který východním směrem prudce spadá k břehům Galilejského jezera a výtoku řeky Jordán z tohoto jezera. Tímto směrem ze zdejších svahů stékají vádí Nachal Šalem a Nachal Jachci'el. Na západní straně od vesnice terén klesá o něco volněji do údolí Bik'at Javne'el, kam stékají do povodí vodního toku Nachal Javne'el z blízkosti vesnice vádí Nachal Porija a Nachal Cejdata. Jde o oblast s intenzivním zemědělstvím.
Vesnice se nachází cca 5 kilometrů jižně od města Tiberias, cca 103 kilometrů severovýchodně od centra Tel Avivu a cca 52 kilometrů východně od centra Haify. Poriji Ilit obývají Židé, přičemž osídlení v tomto regionu je ryze židovské.
Porija Ilit je na dopravní síť napojena pomocí lokální silnice číslo 768. Další lokální silnice číslo 7677 pak vede dolů, k jezeru, kde ústí do dálnice číslo 90.

## Dějiny

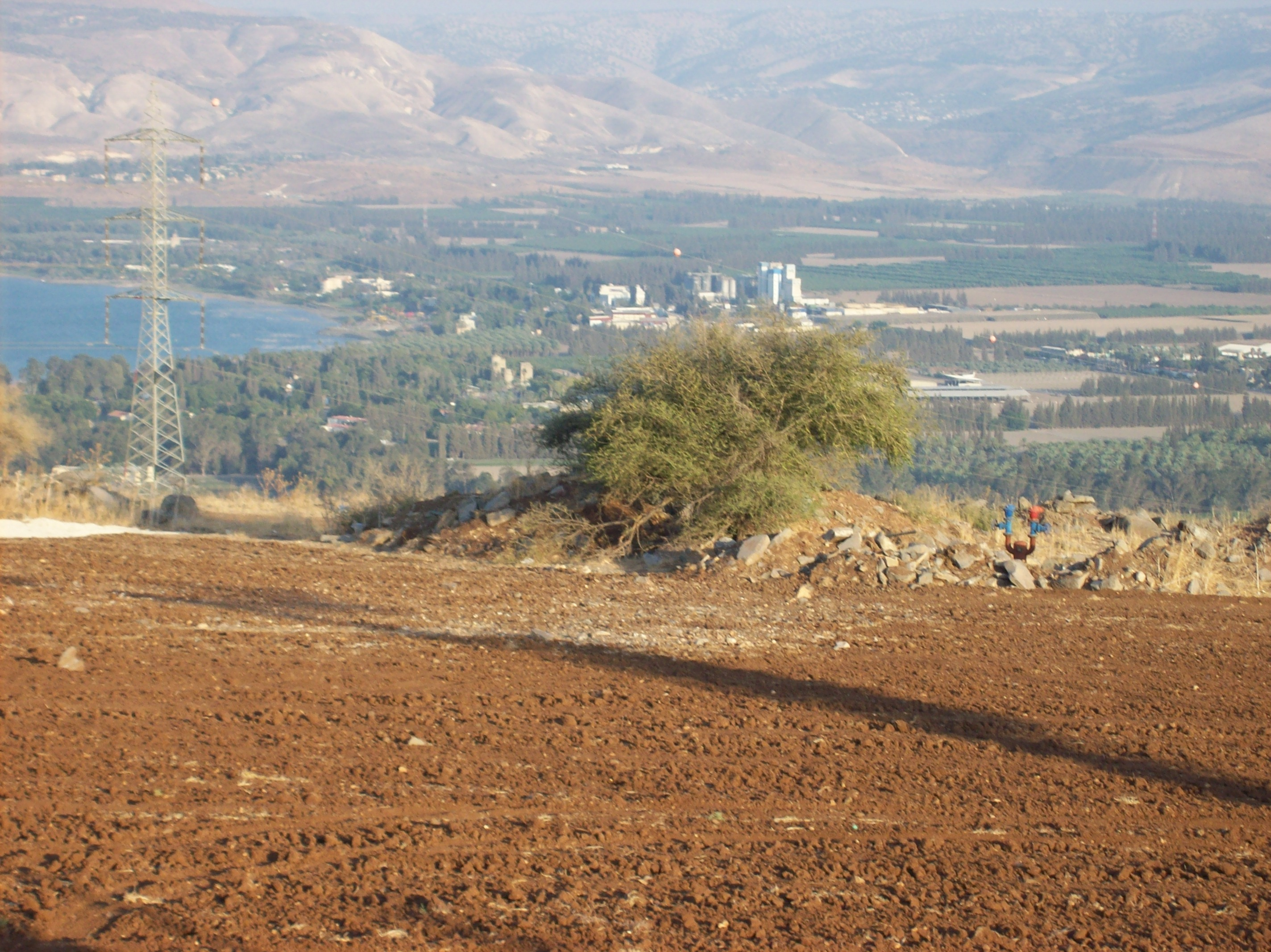
Pohled z výšin v okolí Porije na údolí řeky Jordán

Porija Ilit byla založena v roce 1955. Pokusy o osídlení v této lokalitě ale jsou staršího data (viz rozcestník Porija). Poprvé zde vzniklo židovské osídlení pod jménem Porija už v roce 1912. Šlo o první zemědělskou osadu založenou jako součást takzvaného plánu Achuzot, který sionistická organizace zamýšlela jako nový model ekonomického rozvoje Palestiny. Podle tohoto plánu měli zámožní Židé z Evropy a Severní Ameriky investovat do zemědělských osad. Po dobu 10 let by takto zřizované osady podporovali na dálku. Pak by se přistěhovali do Palestiny a již zavedená osada by naopak jim poskytovala zdroj příjmů.
Zpočátku plán fungoval a do rozvoje Poriji přislíbili investovat někteří Židé, zejména z města St. Louis v USA. Práce na poli prováděli pouze Židé pod vedením Šim'ona Goldmana (שמעון גולדמן). Jenže pak začaly osadu stíhat problémy. Akcionáři neposílali včas finanční podporu, vesnice se potýkala s nedostatkem vody a těžké se ukázalo i spoléhání se na ryze židovské pracovní síly.
Během první světové války byly navíc přerušeny zemědělské práce a osada se pak rozpadla.
V roce 1940 se tu usadila nová skupina osadníků, kteří se ale roku 1946 přesunuli na nedalekou lokalitu, kde pak založili vesnici Alumot. Pak sem byla povolána skupina členů židovských jednotek Palmach, kteří zde žili v provizorních a nehostinných podmínkách v následujících letech. Využívali strategickou polohu osady, která disponovala výhledem na celý region Galilejského moře.
Po válce za nezávislost v roce 1949 byly zdejší pozemky vráceny do soukromého vlastnictví a členové Palmachu odešli. Od 50. let 20. století se zde usazovali opět soukromí zemědělci a další obyvatelé.
Znovu byla nynější Porija Ilit osídlena v roce 1955. Postupně tu vznikl sídelní pás propojených zemědělských usedlostí s jednotlivými centry Alumot, Porija Neve Oved a Porija Kfar Avoda. Až do roku 1991 byla nynější Porija Ilit pouhou součástí sousední vesnice Porija Neve Oved. Teprve pak získala status samostatné obce.

## Demografie
Obyvatelstvo Porija Ilit je sekulární. Podle údajů z roku 2014 tvořili naprostou většinu obyvatel v Porija Ilit Židé - cca 700 osob (včetně statistické kategorie "ostatní", která zahrnuje nearabské obyvatele židovského původu ale bez formální příslušnosti k židovskému náboženství, cca 800 osob).
Jde o menší sídlo vesnického typu s dlouhodobě rostoucí populací. K 31. prosinci 2014 zde žilo 825 lidí. Během roku 2014 populace stoupla o 0,7 %.
| Rok            | 1961 | 1995 | 2001 | 2003 | 2004 | 2005 | 2006 | 2007 | 2008 | 2009 | 2010 | 2011 | 2012 | 2013 | 2014 |
| -------------- | ---- | ---- | ---- | ---- | ---- | ---- | ---- | ---- | ---- | ---- | ---- | ---- | ---- | ---- | ---- |
| Počet obyvatel | 1233 | 293  | 508  | 571  | 596  | 624  | 673  | 719  | 767  | 645  | 682  | 768  | 808  | 819  | 825  |